# Augusta del Regne Unit (duquessa de Brunsvic-Wolfenbüttel)
Augusta del Regne Unit, duquessa de Brunsvic-Wolfenbüttel (Londres, 31 de juliol del 1737 - 1813) fou princesa de la Gran Bretanya amb el tractament d'altesa reial que es maridà en el si d'una de les moltes cases principesques de l'Alemanya del segle xviii.
Era filla del príncep Frederic del Regne Unit i de la duquessa Augusta de Saxònia-Gotha. Augusta era neta per via paterna del rei Jordi II del Regne Unit i de la marcgravina Carolina de Brandenburg-Ansbach i per via materna del duc Frederic II de Saxònia-Gotha i de la princesa Magdalena d'Anhalt-Zerbst.
Amb vint-i-set anys el dia que contragué matrimoni amb el duc Carles II de Brunsvic-Wolfenbüttel fill del duc Carles I de Brunsvic-Wolfenbüttel el 16 de gener de l'any 1764 al Palau de Saint James de Londres. La parella tingué sis fills:
- SA la princesa Augusta de Brunsvic-Wolfenbüttel, nascuda el 1764 a Brunsvic i morta el 1788 a Stuttgart. Es casà amb el rei Frederic I de Württemberg.
- SA el príncep Carles Jordi de Brunsvic-Wolfenbüttel, nat a Londres el 1766 i mort el 1806 a Antoinettenruh. Es casà amb la princesa Frederica dels Països Baixos.
- SA la princesa Carolina de Brunsvic-Wolfenbüttel, nada a Brunsvic el 1768 i morta a Londres el 1821. Es casà amb el rei Jordi IV del Regne Unit.
- SA el príncep Jordi Guillem de Brunsvic-Wolfenbüttel, nat el 1769 a Brunsvic i mort el 1811.
- SA el príncep August de Brunsvic-Wolfenbüttel, nat a Brunsvic el 1770 i mort el 1822.
- SA el duc Frederic Guillem I de Brunsvic-Lüneburg, nat el 1771 a Brunsvic i mort el 1815 a la batalla de Quatre Bras. Es casà amb la princesa Maria de Baden.
- SA la princesa Amàlia de Brunsvic-Wolfenbüttel, nada el 1772 a Brunsvic i morta el 1773.

L'any 1806 quan Prússia declarà la guerra a França, el duc de Brunsvic fou nomenat comandant en cap de l'exèrcit prussià. El dia 14 d'octubre del mateix anys, a la batalla de Jena, l'exèrcit francès derrotà l'exèrcit prussià, el mateix dia, a la batalla d'Auerstädt, el duc de Brunsvic fou seriosament ferit morint pocs dies després.
La duquessa de Brunsvic, amb dos dels seus fills i la seva nora viuda, es traslladà del ruïnós palau ducal a Altona i posteriorment a Augustenborg, una petita ciutat oriental de la província de Jutlàndia. La duquessa de Brunsvic residí a Augustenborg fins que l'any 1807 el rei Jordi III del Regne Unit li permeté traslladar-se a l'Anglaterra. La duquessa s'instal·là a Montagu House al barri londinenc de Greenwich a on morí l'any 1813 a l'edat de 75 anys.